# Bronson Howard
Pour les articles homonymes, voir Howard.
Bronson Howard, né le 7 octobre 1842 à Détroit dans le Michigan et mort le 4 août 1908 à Avon-by-the-Sea dans le New Jersey, est un dramaturge américain.

## Œuvres

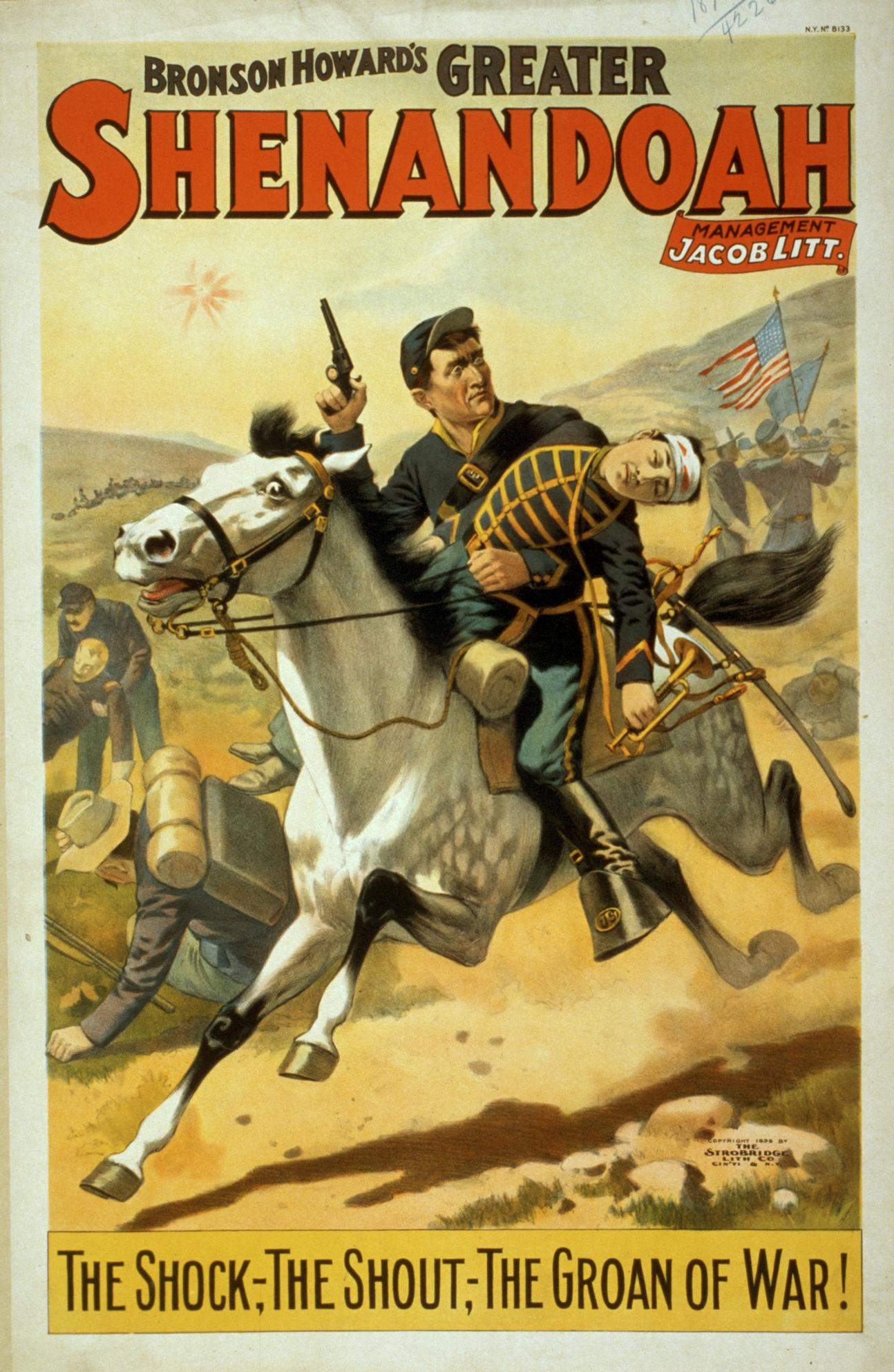
Affiche de la pièce Shenandoah

- Fantine (1864)
- Saratoga (1870)
- The Banker's Daughter (1878)
- Old Love Letters (1878)
- Young Mrs. Winthrop (en) (1882)
- One of our Girls (1885)
- The Henrietta (1887)
- Shenandoah (1889)
- Aristocracy (1892)
- Peter Stuyvesant, (en collaboration avec Brander Matthews (en), 1899)